# El coloso
O colosso, em espanhol El coloso, é um quadro de Francisco de Goya. 
Em Junho de 2008 o Museu do Prado emitiu um informe no qual indicava a possível autoria dum discípulo de Goya. Este informe foi confirmado em 26 de janeiro de 2009. Em 2021, o museu atribuiu definitivamente a autoria do trabalho a Goya.
O quadro passou a ser propriedade do filho de Goya, Javier Goya. Posteriormente pertenceu a Pedro Fernández Durán, quem legou a sua coleção ao Museu do Prado, onde se conserva El coloso desde 1931.
O quadro amostra um gigante de tamanho colossal, que se ergue atrás uns montes —que ocultam suas pernas até as coxas—, ocupando o centro da imagem, rodeado de nuvens e com os punhos em alto. A parte inferior do quadro (um terço deste) é ocupada por um sombrio vale onde uma multidão de gente e gado corre em todas as direções.
A obra tem diversas interpretações, recebendo, aliás, outras denominações: O pânico ou A tormenta.

## Análise
O corpo do gigante ocupa o centro da composição. Parece adotar uma postura combativa a julgar pela posição do braço e o punho fechado. O quadro foi pintado durante a Guerra da Independência Espanhola, pelo qual poderia representar dito confronto bélico. Nigel Glendinning afirma que o quadro está baseado num poema patriótico de Juan Bautista Arriaza chamado «Profecia dos Pirenéus». Em ele apresenta-se ao povo espanhol como um gigante surgido dos Pirenéus para se opor à invasão napoleônica.
A atitude do gigante foi objeto de várias interpretações. Não se sabe se está caminhando ou assenta-se firme sobre suas pernas separadas. Também é ambígua sua posição; poderia estar atrás às montanhas ou enterrado até mais acima do joelho, o que sucede em outros quadros pertencentes às Pinturas negras, como o Duelo a bordoadas. Também não aparecem as pernas do Saturno devorando a un hijo e mesmo aparece enterrado até o pescoço —ou atrás do terrapleno?— o Perro semihundido. Por outro lado, o gigante tem os olhos fechados, o que poderia representar a ideia de violência cega.
Contrastando com a erguida figura do gigante, aparecem no vale diminutas figuras de gentes da povoação que aparentemente fogem em todas as direções, exceto um asno que permanece quieto, o qual poderia simbolizar, conforme menciona Luna, a incompreensão do fenômeno da guerra.
A técnica desta obra é similar à das Pinturas Negras da Quinta del Sordo. Mesmo se propôs uma datação tardia do quadro, alegando que a menção a O colosso do inventário de 1812 não alude a esta obra. Contudo, Nigel Glendinning recusou esta datação tardia, baseada só em aspetos estilísticos, pois todos eles se acham já presentes (se bem que não no mesmo grau) em quadros anteriores, de A pradaria de Santo Isidro em 1788 para as diminutas figuras resolvidas com rápido traço; aos Caprichos (1799) números 3 («Que vem o coco») e 52 («O que pode um alfaiate») para o motivo da figura de proporções gigantes que atemoriza. Além de alguns desenhos nos seus quadros de apontes similares, tais como «Uma figura gigantesca sobre uma sacada», «Um encapuzado gigantesco» e «Sono. Pregão de Bruxas» (Gassier e Wilson n. 625, 633 e 638).

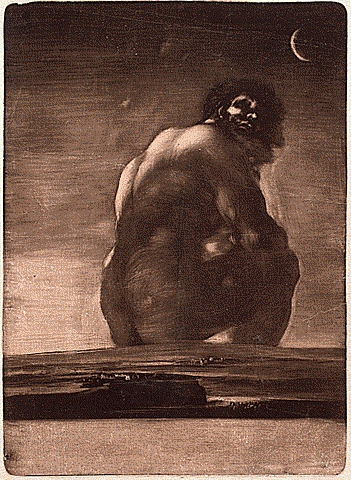
"O colosso" (estampa solta, 1810-1818).Gravado à água-tinta brunida.

Existe, além disso, toda uma série de motivos paralelos nos Desastres da Guerra e a estampa solta homônima El coloso, datada entre 1810 e 1818, que representa um gigante sentado em uma paisagem desolado e noturno, como indica uma minguada lua numa esquina. A postura e a noite não expressam a combatividade do óleo, senão a solidão, e não há nada que o possa relacionar com a guerra. Também não se pode dilucidar se tem os olhos fechados, mas sim parece emprestar escuta.
O certo é que o quadro a óleo adota o estilo das Pinturas Negras. Domina a cor preta, os toques de cor são mínimos e aplicados com espátula e a temática é a do Sublime Terrível, que caracterizaria o pré-romantismo. É preciso insistir que o emocional que representa o pânico como causa da fuga caótica do povo também incidiria nesta estética pré-romântica, bem como que o colosso pode ser a encarnação da consciência coletiva dos ideais de identidade dos povos, ou Volkgeist, surgido com o romantismo idealista alemão e feito princípio comum na Europa de princípios do XIX, mais quando essa consciência é aglutinada ante uma agressão vista como estrangeira. A poesia de exaltação patriótica da época, como é o caso da «Profecia del Pirineo», era conhecida de memória por muitos espanhóis, e, sem dúvida, por Goya que, além disso, era amigo de conhecidos literatos ilustrados e pré-românticos.
Especulou-se com outras interpretações do significado desta obra. Associando-o à emblemática, viu-se a possibilidade de o colosso for a representação de um Fernando VII incompetente e ensoberbecido, onde os montes contribuiriam para sublinhar a soberbia e o asno imóvel, à aristocracia estancada e partidária da Monarquia absoluta. Também foi estudada a presença da figura do gigante nas ilustrações satíricas deste período ou a figura mítica de Hércules, habitualmente associado ao monarca espanhol, opondo-se ao regime napoleônico. A postura do gigante, segundo a pesquisa mediante raios X, guarda relação com o Hércules Farnesio divulgado pelas gravuras de Hendrick Goltzius ou o Hércules Hispânico que pintara Francisco de Zurbarán na sua série de «los Trabajos de Hércules» entre as grandes telas de batalhas do sala de Reinos do Palácio do Bom Retiro.

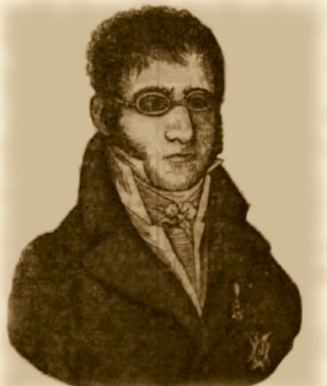
Juan Bautista Arriaza, autor da «Profecia del Pirineo», provavelmente a fonte de inspiração da iconografia de O Colosso.

Contudo, Glendinning insistiu em que a ideia de um gigante é habitual na poesia patriótica da Guerra da Independência. Tem antecedentes clássicos no Século de Ouro, como as figuras alegóricas do teatro barroco (La Numancia de Cervantes contém uma passagem onde Espanha aparece representada num diálogo com o Douro), e muitos de eles são aparições permitidas por Deus (como ocorria com Santiago ou São Jorge em batalhas importantes contra os muçulmanos) para incutir ânimo nos combatentes. Há gigantes similares na poesia patriótica de Quintana "España, después de la revolución de marzo", na qual sombras enormes de heróis espanhóis, como Fernando III, o Grande Capitão e El Cid, animam à resistência. Em outro poema de Cristóbal de Beña faz-se aparecer a sombra de Jaime I o Conquistador com  parecidos fins; em «Saragoça», um poema de Francisco Martínez da Rosa de 1812, aparece para animar o General Palafox nos Sítios de Saragoça seu antepassado Rodrigo de Rebolledo e, finalmente, num hino a Bailén, do mesmo Arriaza, surge o vencedor da batalha das Navas de Tolosa, o rei Afonso VIII de Castela.
Apesar de todo o anterior, segue havendo incógnitas, pois que não podemos interpretar convincentemente nem a direção do gigante (caso que esteja avançando), nem vemos contra que inimigo é dirigida, embora, e sempre segundo este autor, seja muito provável que a arriscada orografia oculte ao exército inimigo ao outro lado do vale onde fogem as gentes civis, pelo qual expor que se trate de um confronto entre o inimigo francês e o gigante, que encarnaria a defesa espanhola, como no poema de Arriaza, é muito verossímil. Sua vontade de lutar sem armas, com os braços, como expressa o próprio Arriaza no seu poema Recuerdos del Dos de Mayo (op. cit. págs. 61-67): «De tanto joven que sin armas, fiero / entre las filas se le arroja audaz» (p. 63, IV) incide no caráter heróico do povo espanhol. Seu heroísmo contrasta com o medo do resto da povoação, fugindo dispersos num movimento em múltiplas direções, só detido ocasionalmente para ajudar a algum desmaiado ou por efeito da legendária teimosia do jumento.

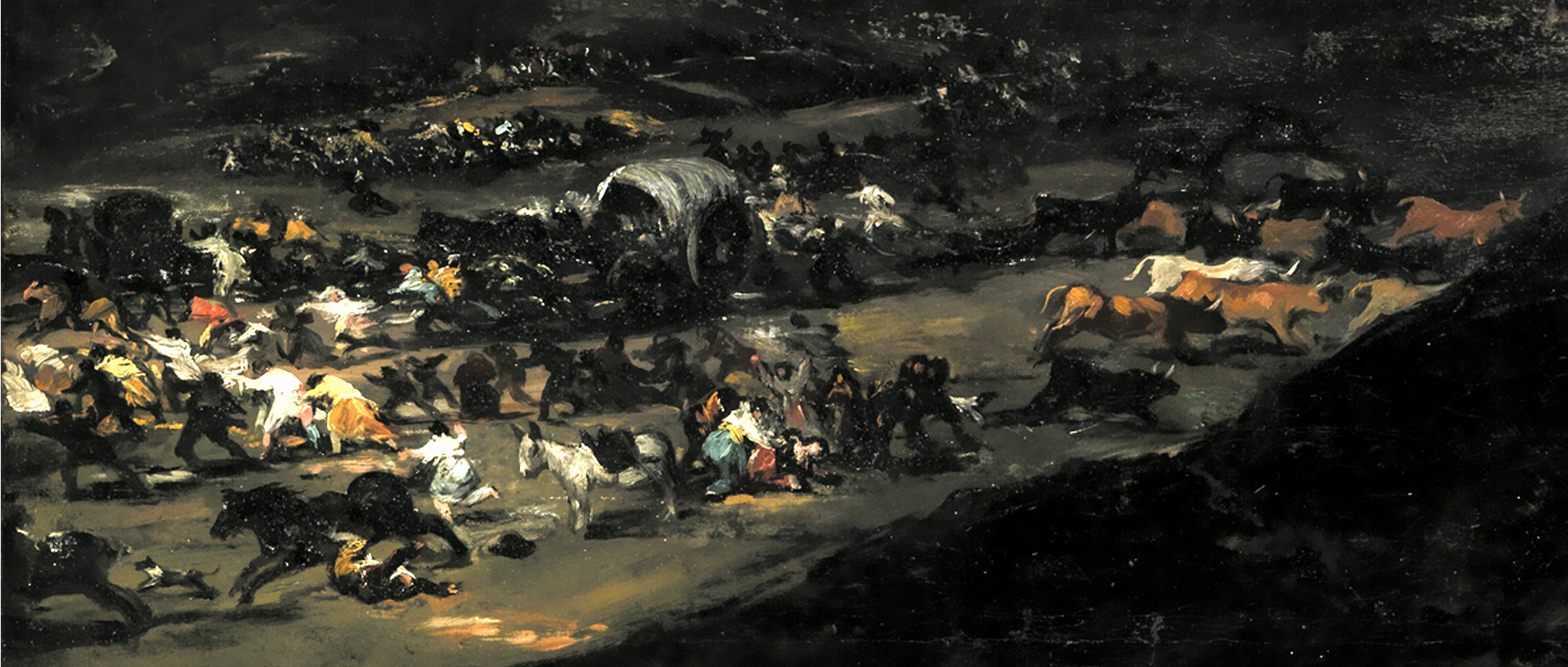
Detalhe da zona inferior do quadro. Gentes e bestas fogem em várias direções, formando uma composição dinâmica de linhas centrífuga.

Enquanto aos eixos de composição, há várias direções que representam dinamicamente as direções da multidão que corre nomeadamente para o canto inferior esquerda do quadro, e que se prolongaria para além dos limites deste, e outra contrária desenhada pela debandada dos touros para a direita. Entre estes movimentos há outros de espera pela atenção a algum caído ou pessoa em dificuldades que ritmam o movimento, e dão a impressão de caos. O gigante, separado num plano mais profundo pelas montanhas, internar-se-ia num plano mais afastado do espectador, escorado para atrás e à esquerda, formando com o seu avanço uma diagonal em ângulo oposto às direções da multidão que foge.
O tratamento da luz, que poderia ser de ocaso, rodeia e ressalta as nuvens que circundam a cintura do colosso, como descreve o poema de Arriaza «Cercavam sua cintura / celagens de ocidente enroxecidos» (Juan Bautista Arriaza, «Profecia do Pireneu», vv. 31-32.). Essa iluminação ao viés, interrompida pelas moles montanhosas, fracionada, aumenta a sensação de falta de equilíbrio e desordem. Tratar-se-ia da conhecida «duvidosa luz do dia» de Góngora (Fábula de Polifemo e Galateia, v. 72.). Em lugar de uma composição centrípeta, onde as direções nos levam para um núcleo central, aqui todas as linhas de movimento disparam-se para desintegrar a unidade em múltiplos percursos para as margens. Trata-se de outro dos quadros nos quais se manifesta uma composição orgânica (neste caso centrífuga), típica do Romantismo, em função dos movimentos e direções procedentes das figuras do interior do quadro, em lugar da mecânica, própria do Neoclassicismo, imposta por eixos de retas formadas pelos volumes e devidas à vontade racional do pintor.